# 巴尔哈尼巴扎尔
巴尔哈尼巴扎尔（Barhani Bazar），是印度北方邦Siddharthnagar县的一个城镇。总人口11824（2001年）。

## 人口
该地2001年总人口11824人，其中男性6248人，女性5576人；0—6岁人口2182人，其中男1158人，女1024人；识字率59.57%，其中男性为67.99%，女性为50.13%。